# 라트나푸라구

라트나푸라 구

라트나푸라구(싱할라어: රත්නපුර දිස්ත්‍රික්කය, 타밀어: இரத்தினபுரம் மாவட்டம்)는 스리랑카를 구성하는 25개 구 가운데 하나로 행정 중심지는 라트나푸라이며 면적은 3,275km2, 인구는 1,082,277명(2012년 기준)이다. 행정 구역상으로는 사바라가무와 주에 속한다.